# 제이드 스코피언의 저주
《제이드 스코피언의 저주》(영어: The Curse of the Jade Scorpion)는 미국과 독일에서 제작된 2001년 범죄 코미디 영화이다. 우디 앨런이 각본을 쓰고 감독, 주연까지 맡았으며, 그 외에 댄 애크로이드, 엘리자베스 버클리, 브라이언 마킨슨, 헬렌 헌트, 월리스 숀, 샬리즈 세런 등이 출연하였다.

## 줄거리
보험 회사의 베테랑 사고 조사원 C. W. 브리그스(우디 앨런 분)는 회사에 새로 영입된 경영 능률 전문가 베티 앤 피츠제럴드(헬렌 헌트 분)와 일 때문에 다투던 중 악의적인 최면술사에게 걸려 함께 최면 상태에서 보석을 훔치게 된다.

## 출연진
- 우디 앨런
- 댄 애크로이드
- 헬렌 헌트
- 브라이언 마킨슨
- 월리스 숀
- 데이비드 오그던 스타이어스
- 샬리즈 세런
- 엘리자베스 버클리
- 피터 게러티
- 존 셕

## 기타 제작진
- 공동 제작: 헬렌 로빈
- 배역: 로라 로즌솔, 줄리엣 테일러
- 미술: 산토 로콰스토
- 의상: 수전 매케이브

## 반응
평단의 평가는 그다지 높지 않다. 로튼 토마토는 리뷰 123편에 기반해 45 퍼센트의 토마토미터 점수를 냈다. 메타크리틱은 리뷰 31편에 근거해 100점 만점에 평균 52점을 주었다.
제작 비용은 3,300만 달러이지만 북미 흥행에 실패하여 극장표 판매 수익이 750만 달러에 그쳤다. 전 세계 수입은 1,890만 달러였다.